# 2679 Kittisvaara
2679 Kittisvaara је астероид главног астероидног појаса са средњом удаљеношћу од Сунца која износи 2,619 астрономских јединица (АЈ).
Апсолутна магнитуда астероида је 11,9.